# 1969 في إسرائيل
فيما يلي قوائم الأحداث التي وقعت خلال عام 1969 في إسرائيل.

## سياسة

### تعيين في المنصب
- 28 يناير – أبا إيبان عضو الكنيست [الإنجليزية]‏،عضو الكنيست [الإنجليزية]‏.
- 28 يناير – إيغال آلون عضو الكنيست [الإنجليزية]‏،رئيس وزراء إسرائيل،عضو الكنيست [الإنجليزية]‏.
- 28 يناير – بنحاس سابير عضو الكنيست [الإنجليزية]‏،عضو الكنيست [الإنجليزية]‏.
- 28 يناير – جولدا مائير عضو الكنيست [الإنجليزية]‏،رئيس وزراء إسرائيل،عضو الكنيست [الإنجليزية]‏.
- 28 يناير – حاييم يوسف صادوق عضو الكنيست [الإنجليزية]‏،عضو الكنيست [الإنجليزية]‏.
- 28 يناير – شولاميت ألوني عضو الكنيست [الإنجليزية]‏.
- 28 يناير – ليفي أشكول عضو الكنيست [الإنجليزية]‏.
- 17 نوفمبر – أوري أفنيري عضو الكنيست [الإنجليزية]‏.
- 17 نوفمبر – إيسر هاريل عضو الكنيست [الإنجليزية]‏.
- 17 نوفمبر – حاييم موشيه شابيرا عضو الكنيست [الإنجليزية]‏.
- 17 نوفمبر – دافيد بن غوريون عضو الكنيست [الإنجليزية]‏.
- 17 نوفمبر – دافيد ليفي عضو الكنيست [الإنجليزية]‏.
- 17 نوفمبر – زفولون هامر عضو الكنيست [الإنجليزية]‏.
- 17 نوفمبر – سيف الدين الزعبي عضو الكنيست [الإنجليزية]‏.
- 17 نوفمبر – مناحم بيجن عضو الكنيست [الإنجليزية]‏.
- 17 نوفمبر – يوسف بورغ عضو الكنيست [الإنجليزية]‏.
- 15 ديسمبر – شمعون بيريز وزير بدون حقيبة وزارية.

### انتهاء فترة المنصب
- 28 يناير – أبا إيبان عضو الكنيست [الإنجليزية]‏،عضو الكنيست [الإنجليزية]‏.
- 28 يناير – إيغال آلون عضو الكنيست [الإنجليزية]‏،رئيس وزراء إسرائيل،عضو الكنيست [الإنجليزية]‏.
- 28 يناير – بنحاس سابير عضو الكنيست [الإنجليزية]‏،عضو الكنيست [الإنجليزية]‏،وزير بدون حقيبة وزارية.
- 28 يناير – جولدا مائير عضو الكنيست [الإنجليزية]‏،عضو الكنيست [الإنجليزية]‏.
- 28 يناير – حاييم يوسف صادوق عضو الكنيست [الإنجليزية]‏،عضو الكنيست [الإنجليزية]‏.
- 28 يناير – شولاميت ألوني عضو الكنيست [الإنجليزية]‏،عضو الكنيست [الإنجليزية]‏.
- 28 يناير – ليفي أشكول عضو الكنيست [الإنجليزية]‏،رئيس وزراء إسرائيل، عضو الكنيست [الإنجليزية]‏.
- 17 نوفمبر – أوري أفنيري عضو الكنيست [الإنجليزية]‏.
- 17 نوفمبر – باروخ أوسنيا عضو الكنيست [الإنجليزية]‏.
- 17 نوفمبر – حاييم كوهين ميغوري عضو الكنيست [الإنجليزية]‏.
- 17 نوفمبر – حاييم موشيه شابيرا عضو الكنيست [الإنجليزية]‏.
- 17 نوفمبر – دافيد بن غوريون عضو الكنيست [الإنجليزية]‏.
- 17 نوفمبر – ديفيد بيتيل عضو الكنيست [الإنجليزية]‏.
- 17 نوفمبر – سيف الدين الزعبي عضو الكنيست [الإنجليزية]‏.
- 17 نوفمبر – شموئيل ميقونيس عضو الكنيست [الإنجليزية]‏.
- 17 نوفمبر – مناحم بيجن عضو الكنيست [الإنجليزية]‏.
- 17 نوفمبر – يوسف بورغ عضو الكنيست [الإنجليزية]‏،عضو الكنيست [الإنجليزية]‏.
- 15 ديسمبر – إسرائيل يشايهو شرعبي وزير الاتصالات  [لغات أخرى]‏.
- 15 ديسمبر – زيراح فرهابتيغ عضو الكنيست [الإنجليزية]‏.
- 22 ديسمبر – شمعون بيريز وزير بدون حقيبة وزارية.

## ظهور
- 1 يناير – آي أم آي جليل

## مواليد

### يناير
- 1 يناير – سيجاليت لانداو نَحّاتة إسرائيلية.[1]
- 1 يناير – مروان بشارة صحفي فلسطيني.

### مايو
- 23 مايو – حنين زعبي سياسية إسرائيلية.[2]

### يونيو
- 22 يونيو – ياريف ليفين سياسي إسرائيلي.[3]
- 23 يونيو – أخينوعم نيني مغنية إسرائيلية.[4]
- 25 يونيو – ميخال روزين سياسية إسرائيلية.[5]
- 28 يونيو – آيليت زورر ممثلة إسرائيلية.[6]